# Collegio uninominale Emilia-Romagna - 04 (Camera dei deputati 2020)
Il collegio elettorale uninominale Emilia-Romagna - 04 è un collegio elettorale uninominale della Repubblica Italiana per l'elezione della Camera dei deputati.

## Territorio
Come previsto dalla legge n. 51 del 27 maggio 2019, il collegio è stato definito tramite decreto legislativo all'interno della circoscrizione Emilia-Romagna.
È formato dal territorio di 28 comuni della provincia di Modena: Bastiglia, Bomporto, Campogalliano, Castelfranco Emilia, Castelnuovo Rangone, Fanano, Fiorano Modenese, Fiumalbo, Formigine, Frassinoro, Lama Mocogno, Maranello, Modena, Montecreto, Montefiorino, Montese, Nonantola, Palagano, Pavullo nel Frignano, Pievepelago, Polinago, Prignano sulla Secchia, Ravarino, Riolunato, San Cesario sul Panaro, Sassuolo, Serramazzoni e Sestola e di 3 comuni della provincia di Reggio Emilia: Baiso, Casalgrande e Castellarano.
Il collegio è parte del collegio plurinominale Emilia-Romagna - 02.

## Eletti
| Elezione | Elezione | Deputato      | Partito           |
| -------- | -------- | ------------- | ----------------- |
|          | 2022     | Daniela Dondi | Fratelli d'Italia |

## Dati elettorali

### XIX legislatura
Come previsto dalla legge elettorale, 147 deputati sono eletti con sistema a maggioranza relativa in altrettanti collegi uninominali a turno unico.
| Candidati                                 | Candidati               | Voti    | %     | Liste                                                | Voti    | %     |
| ----------------------------------------- | ----------------------- | ------- | ----- | ---------------------------------------------------- | ------- | ----- |
|                                           | Daniela Dondi ✔️ Eletto | 95 262  | 37,44 | Fratelli d'Italia                                    | 60 094  | 23,62 |
| Lega per Salvini Premier                  | Daniela Dondi ✔️ Eletto | 95 262  | 37,44 | 18 870                                               | 7,42    |       |
| Forza Italia                              | Daniela Dondi ✔️ Eletto | 95 262  | 37,44 | 15 018                                               | 5,90    |       |
| Noi moderati/Lupi - Toti - Brugnaro - UDC | Daniela Dondi ✔️ Eletto | 95 262  | 37,44 | 1 280                                                | 0,50    |       |
|                                           | Aboubakar Soumahoro     | 91 694  | 36,03 | Partito Democratico-IDP                              | 73 130  | 28,74 |
| Alleanza Verdi e Sinistra                 | Aboubakar Soumahoro     | 91 694  | 36,03 | 10 420                                               | 4,09    |       |
| +Europa                                   | Aboubakar Soumahoro     | 91 694  | 36,03 | 7 291                                                | 2,87    |       |
| Impegno Civico - Centro Democratico       | Aboubakar Soumahoro     | 91 694  | 36,03 | 853                                                  | 0,34    |       |
|                                           | Stefania Ascari         | 28 062  | 11,03 | Movimento 5 Stelle                                   | 28 062  | 11,03 |
|                                           | Claudia Cicolani        | 24 598  | 9,67  | Azione - Italia Viva - Calenda                       | 24 598  | 9,67  |
|                                           | Maria Gandini           | 4 325   | 1,70  | Italexit                                             | 4 325   | 1,70  |
|                                           | Egidio Ruini Nivel      | 3 487   | 1,37  | Italia Sovrana e Popolare                            | 3 487   | 1,37  |
|                                           | Jose Carrasso           | 2 825   | 1,11  | Unione Popolare                                      | 2 825   | 1,11  |
|                                           | Valeria Drusiani        | 2 471   | 0,97  | Vita                                                 | 2 471   | 0,97  |
|                                           | Caterina Di Lauro       | 1 571   | 0,62  | Partito Animalista Italiano – UCDL – 10 Volte Meglio | 1 571   | 0,62  |
|                                           | Alessandro Oddera       | 177     | 0,07  | Noi di Centro – Europeisti                           | 177     | 0,07  |
| Totale                                    | Totale                  | 254 472 | 100   |                                                      | 254 472 | 100   |
|                                           |                         |         |       |                                                      |         |       |
| Schede bianche                            | Schede bianche          | 3 835   | 1,45  |                                                      |         |       |
| Schede nulle                              | Schede nulle            | 6 387   | 2,41  |                                                      |         |       |
| Votanti                                   | Votanti                 | 264 694 | 73,16 |                                                      |         |       |
| Elettori                                  | Elettori                | 361 791 |       |                                                      |         |       |